# Der Metzger – Mordstheater
Der Metzger – Mordstheater ist ein österreichischer Fernsehfilm aus dem Jahr 2024 von Regisseur Michael Podogil mit Simon Schwarz, Valery Tscheplanowa und Christoph Krutzler. Das Drehbuch schrieb Peter Koller frei nach dem Kriminalroman Der Metzger holt den Teufel von Thomas Raab. Es handelt sich um die Fortsetzung von Der Metzger traut sich (2023). Auf ServusTV wurde der Film am 12. Oktober 2024 erstmals ausgestrahlt.

## Handlung
Der Restaurator Willibald Adrian Metzger erhält einen Auftrag, der ihn an ein Grazer Krimitheater führt, wo er die Einrichtung restaurieren soll. Nach Abschluss der Arbeiten möchte er sich mit seiner Danjela, seinem Freund, dem Hausmeister Petar Wollnar, sowie seinem früheren Schulkameraden und nunmehrigen Polizisten Heribert Senekowitsch das Stück Mordstheater ansehen.
Danjela ist ein Fan der Hauptdarstellerin Emelie Fablé. Allerdings erscheint diese nicht zur Vorstellung, ihre Leiche wird bald darauf aufgefunden. Sie ist aus dem Fenster ihrer Wohnung in den Tod gestürzt. Senekowitsch nimmt gemeinsam mit Kaplan die Ermittlungen auf, Willibald, Danjela und Wollnar schalten sich ebenfalls ein. Kurz darauf wird auch die Zweitbesetzung Olga Toller ermordet aufgefunden. Bei ihr wird eine Sprachnachricht auf ihrem Telefon gefunden. Für Senekowitsch ist der Fall abgeschlossen, Toller soll laut der Nachricht Suizid begangen haben und Konkurrentin Emelie aus Eifersucht ob ihres Erfolges ermordet haben. 
Der Metzger glaubt allerdings nicht daran, weil Olga den kleinen Sohn Tim hat, um den sie sich kümmern muss. Außerdem hat er ein Telefonat von Theaterleiter Viktor Schinder belauscht, wonach Emelie etwas gewusst haben könnte und Schinder sie deswegen umgebracht hat. Der adelige Theater-Mäzen Ludwig Degasperi droht dem Theaterleiter Viktor Schinder mit der Schließung des Theaters, sollte die Polizei hinter seine Machenschaften kommen. Danjela und Wollnar finden im Büro von Schinder falsche Rechnungen, die Schinder ausstellte und an sich selbst ausbezahlte, darunter eine an Metzger, die dieser aber nie ausgestellt hatte. Nachdem Metzger Schinder damit konfrontiert, erteilt er diesem Hausverbot. Senekowitsch und Kaplan ignorieren die Information, weil sie für Finanzdelikte nicht zuständig sind.
Am Begräbnis erzählt Schinder Kaplan, dass Emelie ein Obdachloser gestalked haben soll. Am Friedhof trifft Kaplan auch auf ihre ehemalige Kollegin Kathi Springer, die mittlerweile beim Zoll tätig ist. Schinder ruft Metzger zu einem Treffen im Theater, wo Metzger zunächst bewusstlos geschlagen wird und er später Schinder blutüberströmt auffindet. Metzer wird des Mordes an Schinder verdächtigt, Senekowitsch ist allerdings von seiner Unschuld überzeugt. Pascall Peischl, ein junger Kollege von Senekowitsch, soll von Schinder kurz vor seinem Tod über eine Drohung von Metzger informiert worden sein. Metzger vermutet, dass die beiden Nachrichten, sowohl jene von Olga Toller als auch jene von Schinder an Peischl, mit Hilfe von künstlicher Intelligenz erstellt wurden.
Mizzi Horawetz vom Theater taucht bei Djurkovic auf und behauptet, dass Degasperi die drei Morde begangen haben soll und das Theater zur Geldwäsche verwendet. Den Beweis soll eine Mappe bei Degasperi liefern, Mizzi schlägt vor, diese gemeinsam mit Danjela zu holen und der Polizei zu übergeben. In der Villa von Degasperi übergibt Mizzi die Mappe, die sie in Wirklichkeit die ganze Zeit bei sich hatte, an Degasperi, dafür fordert sie, dass er sie laufen lässt, mit Djurkovic könne er machen, was er wolle. Degasperi behauptet, mit den Morden nichts zu tun haben, und verdächtigt im Gegenzug Mizzi. Degasperi wird von Kathi Springer vom Zoll wegen der Einfuhr gefährdeter Tierarten festgenommen. 
Metzger vermutet, dass es sich beim Mörder um den Stalker von Emelie handelt, den auch der Rosenverkäufer Rakkola gesehen haben will. Kaplan und Senekowitsch finden heraus, dass ihr Kollege Pascall Peischl Beweismittel gefälscht hatte und der Ersteller der computergenierten Nachrichten war. Peischl war in Fablé verliebt und ist in ihre Wohnung eindrungen. Als er ihr das Messer abnehmen wollte, ist sie aus dem Fenster gestürzt. Mit der Ermordung von Olga wollte er seine Tat vertuschen und ihr den Mord an Fablé unterschieben. Schinder musste sterben, weil er Peischl als den Stalker und Mörder von Fablé identifiziert hatte. Peischl wird schließlich von der Polizei festgenommen.

## Produktion und Hintergrund
Die Dreharbeiten fanden vom 15. Mai bis zum 14. Juni 2024 in Graz und Umgebung sowie in Wien statt. Drehorte waren unter anderem das Plabutscher Schlössl, der Zentralfriedhof Graz und die Baumgartner Höhe.
Produziert wurde der Film von der österreichischen Satel Film (Produzent Heinrich Ambrosch) im Auftrag von ServusTV, unterstützt wurde die Produktion von FISAplus, dem Fernsehfonds Austria, Cinestyria Filmcommission and Fonds und der Filmcomission Graz.
Die Kamera führte Adrian Bidron, die Montage verantwortete Sebastian Schreiner und das Casting Eva Roth, die Musik schrieb Moritz Heidegger. Das Kostümbild gestaltete Theresa Kopf, das Szenenbild Pia Jaros und das Maskenbild Heike Sekera und Andreas Meixner, die Kostüme stammten vom Kostümverleih Lambert Hofer. Als Green Consultant fungierte Marion Elisabeth Rossmann.
2014 entstanden für ORF und ARD in Innsbruck und Umgebung die Filme Der Metzger und der Tote im Haifischbecken und Der Metzger muss nachsitzen aus der Reihe Der Metzger.